# Aleš Klégr
Aleš Klégr (ur. 27 listopada 1951 w Pradze) – czeski językoznawca, anglista, specjalizujący się w leksykologii, leksykografii, semantyce i morfologii. Zajmuje się relacjami systemowymi i tekstowymi między językiem angielskim a czeskim na poziomie gramatyczno-leksykalnym (kolokacja, idiomatyka). 

## Życiorys
Ukończył studia z zakresu anglistyki i psychologii na Uniwersytecie Karola (1977). Był uczniem Bohumila Trnki i Ivana Poldaufa. Na jego orientację akademicką najbardziej rzutowała późniejsza współpraca z Libušą Duškovą.
W 1977 r. został zatrudniony w Instytucie Encyklopedycznym Czechosłowackiej Akademii Nauk. W latach 1990–2008 był związany z Instytutem Anglistyki i Amerykanistyki na Wydziale Filozoficznym Uniwersytetu Karola w Pradze; od 2008 r. pracuje w Instytucie Języka Angielskiego i Dydaktyki. W 1982 r. uzyskał PhDr. z anglistyki; od 1996 r. docent, od 2004 r. profesor języka angielskiego.
Redaktor naczelny „Časopisu pro moderní filologii” (od 2009). Członek Praskiego Koła Lingwistycznego i Czeskiego Stowarzyszenia Anglistów (Česká asociace anglistů).

## Wybrana twórczość
- The Noun in Translation (1996) ISBN 80-718-4155-2
- English Complex Prepositions of the Type "in spite of" and Analogous Sequences. A Study & Dictionary (2002) ISBN 80-246-0328-4
- Česko-anglický slovník spojení: podstatné jméno a sloveso (2005) ISBN 80-246-1106-6
- Tezaurus jazyka českého (2007) ISBN 978-80-7106-920-1